# Badeschuh

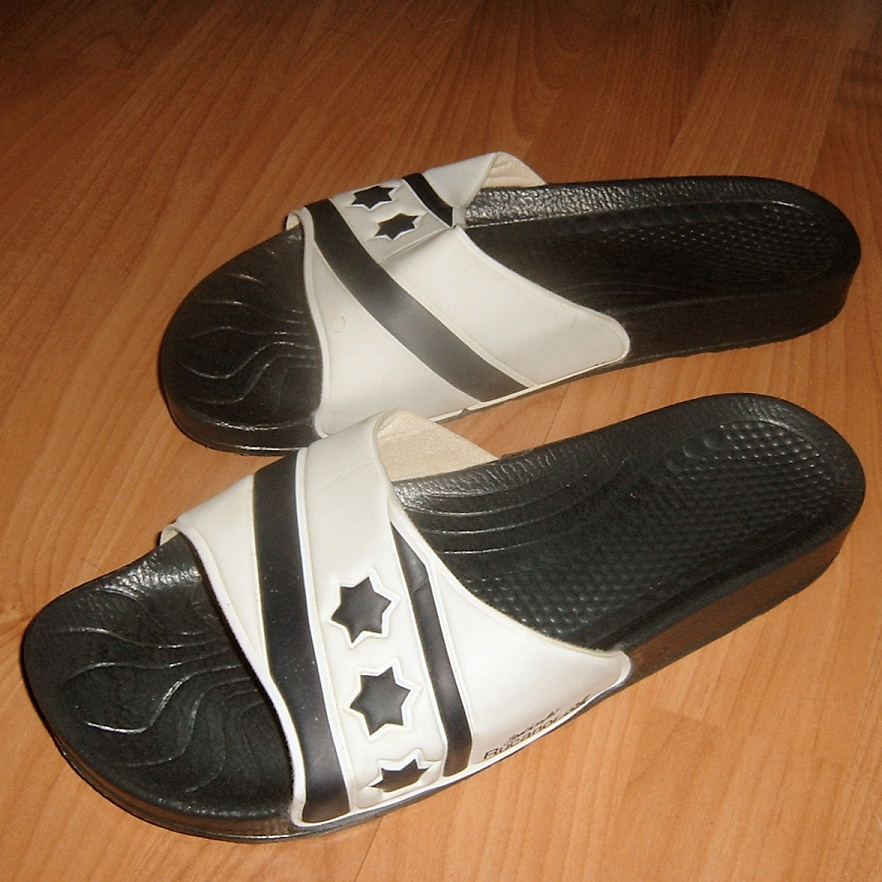
Badesandalen (offen)

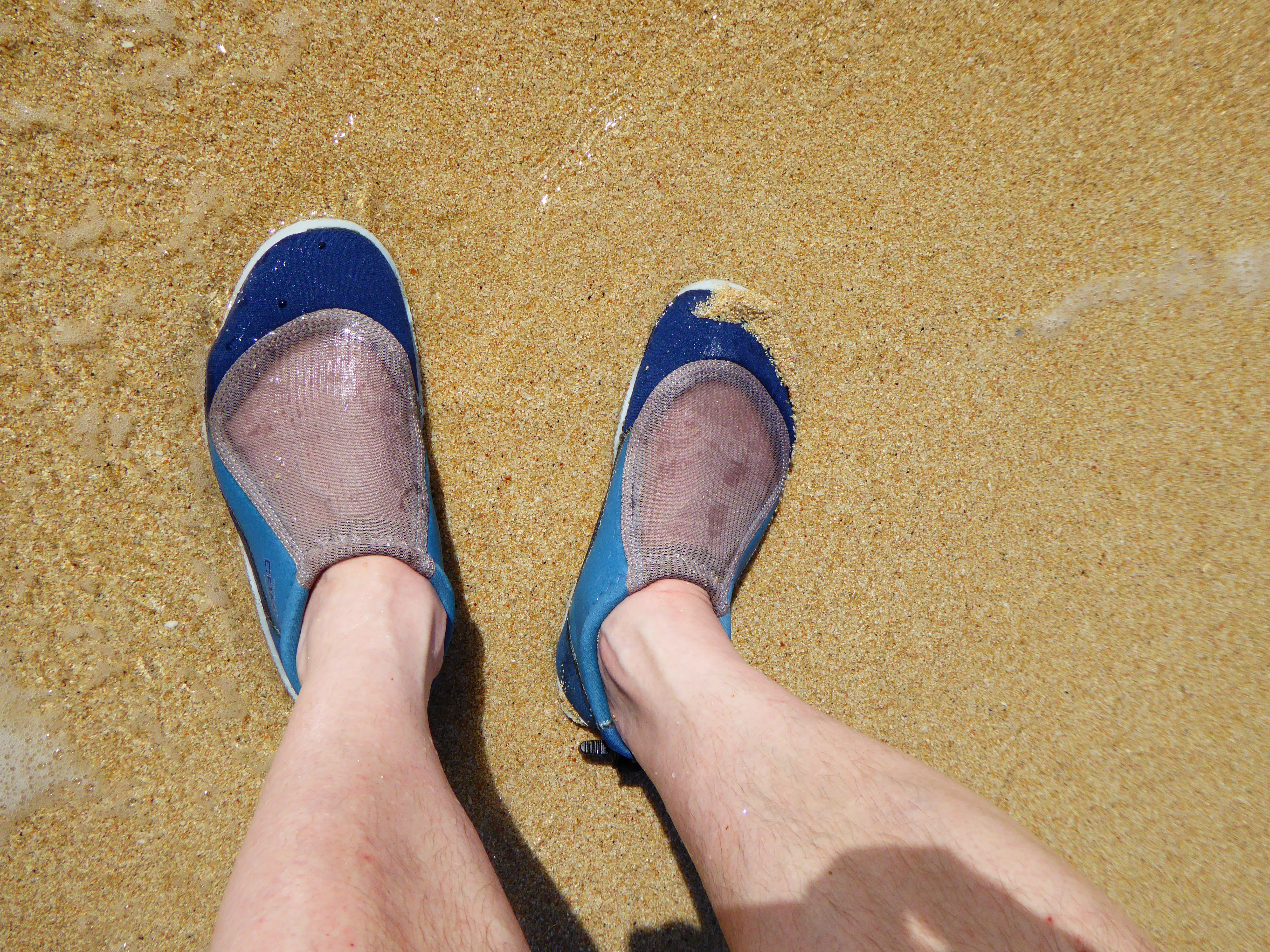
Badeschuhe (geschlossen)

Badeschuhe (je nach Modell auch Badesandalen genannt und umgangssprachlich als Badelatschen, -schlappen oder -schlapfen (österreichisch) bekannt) sind wasserunempfindliche Schuhe für den Bade- oder Saunabereich beziehungsweise als Strandsandale für den Flachwasserbereich der Meeresküsten.
Sie werden aus Kunststoff oder Gummi gefertigt, haben meist einen sandalentypischen offenen Schaft mit einem breiten Riemen über den Fußrücken oder mit einem Zehentrenner als so genannte Zehenstegsandale. Letztgenannter Modelltyp ist auch unter der Bezeichnung Flip-Flops bekannt. Badeschuhe sollen vornehmlich das Ausrutschen auf wassernassen Böden verhindern und den Träger vor dem direkten Hautkontakt mit den Sporen des Fußpilzes und somit vor einer Infektion damit schützen.
Es gibt auch eine den Fuß vollkommen umschließende Form des Badeschuhs, die vor allem an Stränden getragen wird (auch Strandschuh oder Schwimmschuh genannt). Diese geschlossene Form dient dem Schutz vor Hautverletzungen der Füße durch spitze Steine, Muschelschalen oder Quallen im flachen Wasser des Küstenbereichs.
Infolge der Mode und der geringen Ladenpreise haben sich offene Badesandalen zum Teil auch als Hausschuhe und als sommerlicher Sandalenersatz in der Freizeit etablieren können.